# بيت الراعي (النادرة)

تعديل مصدري - تعديل

بيت الراعي هي إحدى قرى عزلة حزيب بمديرية النادرة التابعة لمحافظة إب، بلغ تعداد سكانها 192 نسمة حسب تعداد اليمن لعام 2004.